# Weißsaum-Zwergkampffisch
Der Weißsaum-Zwergkampffisch (Betta albimarginata) stammt aus Ost-Kalimantan auf Borneo. Er zählt zu den sogenannten Maulbrütern, bei denen die Männchen die Eier in ihrem Kehlsack ausbrüten. Im Handel ist er relativ selten anzutreffen.

## Merkmale
Mit einer Gesamtlänge von vier bis sechs Zentimetern gehört Betta albimarginata zu den eher kleineren Kampffisch-Arten. Die Grundfarbe der männlichen Tiere reicht von lachsfarben über diverse Brauntöne bis hin zu dunklem Rot. Die Flossen sind mit einem leuchtenden, schwarz-weißen Rand versehen. Die Weibchen sind etwas blasser in der Färbung und der weiße Flossenrand fehlt völlig. Je nach Fundort variieren Größe und Färbung der Weißsaum-Zwergkampffische geringfügig.
Die zur Familie der Labyrinthfische gehörenden Weißsaum-Zwergkampffische verfügen über das sogenannte Labyrinthorgan, mit dessen Hilfe sie auch atmosphärische Luft atmen können.
Flossenformel: D III–IV/6–8, A X/12–13

## Vorkommen
Das Verbreitungsgebiet des Weißsaum-Zwergkampffisches beschränkt sich auf Borneo.  Nachgewiesene Fundorte sind Malinau und Sebuku. Hier bewohnt er sowohl stehende als auch fließende Gewässer. Er lebt in Falllaubansammlungen, aber auch zwischen Ästen, dicht unter der Wasseroberfläche.

## Ökologie
Je nach Herkunft fallen die Wassertemperaturen sehr unterschiedlich aus. Sie variieren von unter 20 bis über 30 Grad Celsius. Zur Fortpflanzung werden Temperaturen von 26 bis 28 Grad Celsius bevorzugt. Der Weißsaum-Zwergkampffisch ist bei pH-Werten zwischen 5,5 und 6,5 bei einer Gesamthärte von unter 5 °dGH anzutreffen.

## Fortpflanzung
Die Fortpflanzung des Weißsaum-Zwergkampffisches beginnt mit einigen Scheinpaarungen, die meistens vom Weibchen ausgehen. Dabei schwimmt das Weibchen quer vor das Männchen. Das Männchen signalisiert seine Paarungsbereitschaft, indem es vor das Weibchen schwimmt und kaum wahrnehmbare Kopfbewegungen macht. Danach schwimmen die Tiere zwischen Pflanzen zum Bodengrund, wo die Paarung stattfindet.
Nach mehreren Umschlingungen entlässt das Weibchen die Eier, die es aufsammelt und an das Männchen übergibt. Dies geschieht durch das sogenannte „Vorspucken“ der Eier. Das Männchen nimmt die Eier auf und brütet sie 15 bis 19 Tage in seinem Kehlsack aus. Die Dauer des Brütens hängt von den Wasserwerten und der Temperatur ab. Es werden im Schnitt 20 Jungtiere entlassen, die sofort Kleinstlebewesen in Form von Nauplien bewältigen können. Die Alttiere stellen ihrem Nachwuchs bei ausreichender Fütterung nicht nach.